# Музей Марка Шагала (Ницца)
Музей Марка Шагала (фр. Musée National Marc Chagall) — музей художника в Ницце, Франция.

## Описание
Музей, созданный ещё при жизни художника, был открыт в 1973 году. Первоначально в нём экспонировались 17 картин Шагала на библейский сюжет. Позже к этому добавились эскизы, наброски художника, работы гуашью, большая часть которых также посвящена библейской тематике. В результате музей обладает достаточно крупной, но несколько односторонней коллекцией произведений живописца.
В музее имеется три зала. В главном выставочном зале расположена экспозиция, состоящая из двенадцати полотен, которые изображают сюжеты Книги «Исход» и Книги Бытия: «Создание человека» («La Création de l’homme»), 1956-58; «Авраам и три ангела» («Abraham et les trois anges»), 1960-66; «Рай» («Le Paradis»), 1961; «Жертвоприношение Исаака» («Les acrifice d’Isaac»), 1966; «Борьба Иакова с Ангелом» («La Lutte de Jacob et de l’Ange»), 1960-66; «Моисей и Неопалимая Купина» («Moïse devant le Buisson Ardent»), 1966; «Моисей высекает воду из скалы» («Le Frappement du Rocher»), 1966; «Сон Иакова» («Le Songe de Jacob»), 1966; «Ной и радуга» («Noé et l’Arcenciel»), 1966; «Ноев ковчег» («l’Arche de Noé»), 1966; «Адам и Ева изгнаны из Рая» («Adam et Ève chasses du Paradis»), 1966; «Моисей получает скрижали Завета» («Moïse etlestables de la loi»), 1966.
Имеются аудиогиды на разных языках, в том числе и на русском. 